# Tapogatókoszorúsok
A tapogatókoszorúsok (Tentaculata) az állatvilág (azon belül az ősszájúak) egyik, a kladisztikus rendszerekben már nem szereplő törzse. A genetikai alapú vizsgálatok a törzs három osztályát:
- mohaállatok (Bryozoa),
- csöves tapogatósok (Phoronoidea) és
- pörgekarúak (Brachiopoda)

külön törzsekké (Bryozoa, Phoronida, Brachiopoda) minősítették, ezzel a tapogatókoszorúsok törzse megszűnt.